# 印第奥 (加利福尼亚州)
印第奥（直译：印第安）是美国加利福尼亚州里弗赛德县的一座城市。
根据2000年美国人口普查，印第奥共有49,116人，其中白人占44.4%、非裔美国人占2.7%、亚裔美国人占1.51%、非裔美国人占1.04%。